# Kusel (huyện)
Kusel là một huyện (Kreis) ở phía nam của Rheinland-Pfalz, Đức. Các huyện giáp ranh (từ phía tây bắc theo chiều kim đồng hồ): Birkenfeld, Bad Kreuznach, Donnersbergkreis, Kaiserslautern, Saarpfalz và Sankt Wendel (hai huyện sau thuộc bang Saarland).

## Lịch sử
Huyện Kusel được lập đầu thế kỷ 19. Năm 1939, huyện được đổi tên thành Landkreis Kusel. Ranh giới huyện thay đổi qua các đợt cải cách năm 1969 và 1972 với một số khu vực của huyện Birkenfeld được chuyển cho Kusel.

## Địa lý
Huyện Kusel nằm ở đồi phía Bắc Palatia (Nordpfälzer Bergland), phía bắc là các khu vực công nghiệp của Saarland. Sông lớn nhất chảy qua huyện là Lauter và Glan.

## Huy hiệu
| Coat of arms | Huy hiệu có hai con sư tử. Sư tử xanh là vật hình tượng của Veldenz. Sư tử vàng là thuộc Palatinate. |

## Thị xã và đô thị
| Verbandsgemeinden | Verbandsgemeinden | Verbandsgemeinden |
| --- | --- | --- |
| - 1. Altenglan 1. Altenglan1 2. Bedesbach 3. Bosenbach 4. Elzweiler 5. Erdesbach 6. Föckelberg 7. Horschbach 8. Neunkirchen am Potzberg 9. Niederalben 10. Niederstaufenbach 11. Oberstaufenbach 12. Rammelsbach 13. Rathsweiler 14. Rutsweiler am Glan 15. Ulmet 16. Welchweiler - 2. Glan-Münchweiler 1. Börsborn 2. Glan-Münchweiler1 3. Henschtal 4. Herschweiler-Pettersheim 5. Hüffler 6. Krottelbach 7. Langenbach 8. Matzenbach 9. Nanzdietschweiler 10. Quirnbach 11. Rehweiler 12. Steinbach am Glan 13. Wahnwegen | - 3. Kusel 1. Albessen 2. Blaubach 3. Dennweiler-Frohnbach 4. Ehweiler 5. Etschberg 6. Haschbach am Remigiusberg 7. Herchweiler 8. Körborn 9. Konken 10. Kusel1, 2 11. Oberalben 12. Pfeffelbach 13. Reichweiler 14. Ruthweiler 15. Schellweiler 16. Selchenbach 17. Thallichtenberg 18. Theisbergstegen - 4. Lauterecken 1. Adenbach 2. Buborn 3. Cronenberg 4. Deimberg 5. Ginsweiler 6. Glanbrücken 7. Grumbach 8. Hausweiler 9. Heinzenhausen 10. Herren-Sulzbach 11. Hohenöllen 12. Homberg 13. Hoppstädten 14. Kappeln 15. Kirrweiler 16. Langweiler 17. Lauterecken1, 2 18. Lohnweiler 19. Medard 20. Merzweiler 21. Nerzweiler 22. Odenbach 23. Offenbach-Hundheim 24. Sankt Julian 25. Unterjeckenbach 26. Wiesweiler | - 5. Schönenberg-Kübelberg 1. Altenkirchen 2. Brücken 3. Dittweiler 4. Frohnhofen 5. Gries 6. Ohmbach 7. Schönenberg-Kübelberg1 - 6. Waldmohr 1. Breitenbach 2. Dunzweiler 3. Waldmohr1 - 7. Wolfstein 1. Aschbach 2. Einöllen 3. Eßweiler 4. Hefersweiler 5. Hinzweiler 6. Jettenbach 7. Kreimbach-Kaulbach 8. Nußbach 9. Oberweiler im Tal 10. Oberweiler-Tiefenbach 11. Reipoltskirchen 12. Relsberg 13. Rothselberg 14. Rutsweiler an der Lauter 15. Wolfstein1, 2 |
| 1thủ phủ của Verbandsgemeinde; 2thị xã | | |